# 충주중학교
충주중학교(忠州中學校)는 대한민국 충청북도 충주시 호암동에 있는 공립 중학교이다.

## 학교 연혁
- 1940년 4월 1일 : 충주중학교 인가(5년제) 4월 18일 개교
- 1951년 8월 1일 : 학제 개편으로 중‧고 분리
- 1976년 11월 5일 : 27학급 인가
- 1985년 7월 23일 : 본관교사 18교실 증축
- 2001년 10월 29일 : 신관 교실 6실 신축
- 2008년 12월 8일 : 다목적교실 ‘용천관’ 준공
- 2013년 9월 25일 : 그린스쿨(Green-School) 준공, 선진형교과교실제 구축
- 2014년 3월 1일 : 선진형 교과교실제, 교육복지우선지원사업학교 운영
- 2016년 3월 25일 : 급식소 신축
- 2023년 3월 1일 : 제36대 임종서 교장 부임
- 2024년 3월 4일 : 제83회 입학(161명) 6학급
- 2025년 1월 9일 : 제81회 졸업(167명), 졸업생 누계 28,533명

## 참고 자료
- 충주중학교 - 한국교육학술정보원 학교알리미